# Henry Benbridge

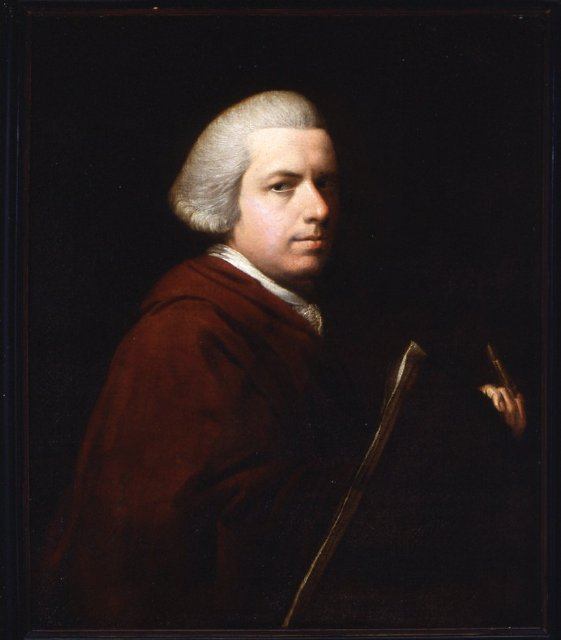
Selbstporträt von Henry Benbridge. Gibbes Museum of Art, Charleston, South Carolina

Henry Benbridge (* Oktober 1743 in Philadelphia, Pennsylvania; † Februar 1812 ebenda) war ein amerikanischer Porträtmaler. Er gilt als bedeutender Vertreter der kolonialen und frührepublikanischen Porträtkunst in den Vereinigten Staaten.

## Leben
Henry Benbridge war das einzige Kind von James und Mary (Clark) Benbridge. Nach dem Tod seines Vaters heiratete seine Mutter den wohlhabenden Schotten Thomas Gordon, der das künstlerische Talent seines Stiefsohnes förderte. Bereits im Alter von 14 Jahren schuf Benbridge seine ersten Porträts, darunter das seiner Halbschwester Rebecca Gordon, das stilistische Einflüsse von John Wollaston erkennen lässt, bei dem er vermutlich Unterricht genommen hatte. Im Alter von 21 Jahren reiste Henry Benbridge nach Italien, wo er von 1765 bis 1769 bei Pompeo Batoni und Anton Raphael Mengs studierte. Während seines Aufenthalts in Europa malte er 1769 auf Korsika im Auftrag von James Boswell ein Porträt von Pasquale Paoli, das er später in London ausstellte. Dort wurde er von Benjamin West gefördert, der ihm empfahl, nach Amerika zurückzukehren.
Zurück in Philadelphia heiratete Henry Benbridge Hetty Sage und wurde am 18. Januar 1771 Mitglied der Amerikanischen Philosophischen Gesellschaft. Wegen gesundheitlicher Probleme zog er nach Charleston, South Carolina, wo er Jeremiah Theus als führenden Porträtmaler ablöste. Während der britischen Besetzung Charlestons im Amerikanischen Unabhängigkeitskrieg wurde Benbridge als Patriot nach St. Augustine, Florida, verbannt. Nach seiner Rückkehr 1784 setzte er seine Karriere als Porträt- und Miniaturmaler fort. Um 1800 ließ sich Henry Benbridge in Norfolk, Virginia, nieder, wo er unter anderem Thomas Sully, der später ein bedeutender amerikanischer Porträtmaler werden sollte, in Ölmalerei unterrichtete. Henry Benbridge starb im Februar 1812 in Philadelphia und wurde auf dem Christ Church Friedhof beigesetzt.

## Werk

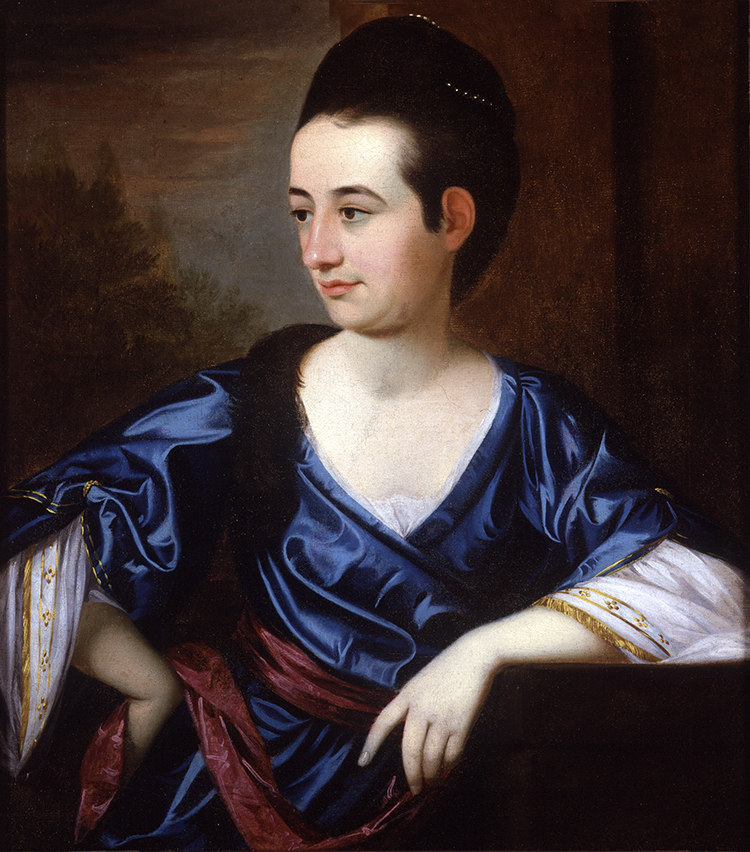
Henry Benbridge: Rachel (Moore) Allston, 1784. Museum of Early Southern Decorative Arts, Winston-Salem, North Carolina

Henry Benbridges künstlerischer Stil ist stark von seinen Studien in Italien geprägt. Seine Werke zeichnen sich durch eine solide Zeichnung und eine Palette aus, die an die späten italienischen Meister erinnert. Seine Schatten wurden von Zeitgenossen als dunkel und undurchsichtig beschrieben, was seinem Werk einen historischen Charakter verlieh. Besonders geschätzt wurden seine Miniaturen, die durch ihre Feinheit und ihren Detailreichtum beeindrucken. Zu seinen bekannten Werken zählen:
- Porträt der Familie Enoch Edwards (1779), Philadelphia Museum of Art
- Porträt von Dr. Jonathan Potts (ca. 1770–1776), Art Institute of Chicago
- Porträt von Charles Cotesworth Pinckney
- Porträt von Gouverneur Archibald Bulloch (1775)
- Porträt von Mrs. William Allston Jr. (ca. 1784), Museum of Early Southern Decorative Arts
- Porträt von Elizabeth Ann Timothy (1775), Aquarell auf Elfenbein
- Porträt von Captain John Purves und seiner Frau Eliza Anne Pritchard (1775), Winterthur Museum
- Porträt von Thomas Middleton und seiner Tochter Mary (ca. 1776), Historic Charleston Foundation.